# العلاقات الألمانية الكمبودية
العلاقات الألمانية الكمبودية هي العلاقات الثنائية التي تجمع بين ألمانيا وكمبوديا.

## مقارنة بين البلدين
هذه مقارنة عامة ومرجعية للدولتين:
| وجه المقارنة                                              | ألمانيا                                                                              | كمبوديا                   |
| --------------------------------------------------------- | ------------------------------------------------------------------------------------ | ------------------------- |
| المساحة (كم2)                                             | 357.41 ألف                                                                           | 181.03 ألف                |
| عدد السكان (نسمة)                                         | 81.29 مليون                                                                          | 16.01 مليون               |
| الكثافة السكانية (ن./كم²)                                 | 227.44                                                                               | 88.44                     |
| العاصمة                                                   | بون، برلين                                                                           | بنوم بنه                  |
| اللغة الرسمية                                             | اللغة الألمانية                                                                      | اللغة الخميرية            |
| العملة                                                    | يورو، مارك ألماني                                                                    | ريال كمبودي، دولار أمريكي |
| الناتج المحلي الإجمالي (بليون دولار)                      | 3.68 تريليون                                                                         | 22.16 مليار               |
| الناتج المحلي الإجمالي (تعادل القوة الشرائية) بليون دولار | 3.92 تريليون                                                                         | 54.37 مليار               |
| الناتج المحلي الإجمالي الاسمي للفرد دولار أمريكي          | 41.31 ألف                                                                            | 1.16 ألف                  |
| الناتج المحلي الإجمالي للفرد دولار أمريكي                 | 46.40 ألف                                                                            | 3.26 ألف                  |
| مؤشر التنمية البشرية                                      | 0.926                                                                                | 0.555                     |
| رمز المكالمات الدولي                                      | +49                                                                                  | +855                      |
| رمز الإنترنت                                              | .de                                                                                  | .kh                       |
| المنطقة الزمنية                                           | توقيت وسط أوروبا، ت ع م+01:00، ت ع م+02:00، توقيت أوروبا الوسطى المعياري (ت غ م +1) ‏ | ت ع م+07:00               |

## منظمات دولية مشتركة
يشترك البلدان في عضوية مجموعة من المنظمات الدولية، منها:
| علم المنظمة | اسم المنظمة                                                | تاريخ انضمام ألمانيا | تاريخ انضمام كمبوديا |
| ----------- | ---------------------------------------------------------- | -------------------- | -------------------- |
|             | مؤسسة التمويل الدولية                                      | 20 يوليو 1956        | 26 مارس 1997         |
|             | منظمة حظر الأسلحة الكيميائية                               | 29 أبريل 1997        | ?                    |
|             | يونسكو                                                     | 11 يوليو 1951        | 3 يوليو 1951         |
|             | الاتحاد الدولي للاتصالات                                   | 1866                 | 10 أبريل 1952        |
|             | الأمم المتحدة                                              | 18 سبتمبر 1973       | 14 ديسمبر 1955       |
|             | منظمة الشرطة الجنائية الدولية                              | ?                    | ?                    |
|             | البنك الدولي للإنشاء والتعمير                              | 14 أغسطس 1952        | 22 يوليو 1970        |
|             | العملية المشتركة للاتحاد الأفريقي والأمم المتحدة في دارفور | ?                    | ?                    |
|             | الاتحاد البريدي العالمي                                    | 1 يوليو 1875         | ?                    |
|             | مؤسسة التنمية الدولية                                      | 24 سبتمبر 1960       | 22 يوليو 1970        |
|             | منظمة التجارة العالمية                                     | ?                    | ?                    |
|             | الفريق المعني برصد الأرض                                   | ?                    | ?                    |
|             | بنك التنمية الآسيوي                                        | 1966                 | 1966                 |
|             | المركز الدولي لتسوية المنازعات الاستشارية                  | 18 مايو 1969         | 19 يناير 2005        |
|             | وكالة ضمان الاستثمار متعدد الأطراف                         | 12 أبريل 1988        | 1 ديسمبر 1999        |

## وصلات خارجية
- موقع وزارة الخارجية الألمانية
- موقع وزارة الخارجية الكمبودية